# Achthina
Achthina is een geslacht van vlinders van de familie van de Dudgeoneidae. De wetenschappelijke naam en de beschrijving van dit geslacht werden voor het eerst gepubliceerd in 1916 door John Hartley Durrant.
Dit geslacht is monotypisch, dat wil zeggen dat het maar één soort heeft namelijk Achthina ctenodes Durrant, 1916 uit Somalië.